# Massakern i Port Arthur
Massakern i Port Arthur avser det massmord som utfördes i den australiska orten Port Arthur på Tasmanien den 28 april 1996. Det är den dödligaste masskjutningen i Australiens historia.
Söndagen den 28 april 1996 steg den 28-årige Martin Bryant in på Broad Arrow Café i Port Arthur och började skjuta mot gästerna med två automatvapen som han köpt på postorder. Efter att ha dödat och skadat ett stort antal människor på Broad Arrow Café lämnade Bryant platsen i sin bil. På vägen därifrån sköt Bryant ihjäl en kvinna och hennes två barn och skadade ytterligare ett antal personer. Han körde därefter till ett närbeläget Bed & Breakfast kallat Seascape där han även sköt ihjäl det äldre paret som drev verksamheten innan han barrikaderade sig i huset.  Polisen anlände till Seascape och under eftermiddagen, kvällen och natten som följde hölls förhandlingar med Bryant, som natten igenom antydde att det äldre paret fortfarande var vid liv. Tidigt på morgonen den 29 april satte Bryant eld på huset och ådrog sig svåra brännskador innan han kom ut och kunde gripas av polis. Det visade sig senare att paret som drev Seascape hade haft en konflikt med Bryants far som begick självmord 1993 och att Bryant klandrade dem för sin fars död. 
Totalt dog 35 människor och 23 personer skadades. Bryant dömdes till livstids fängelse. 
Händelsen ledde till kraftiga skärpningar av Australiens vapenlagar.